# Steuerkreis

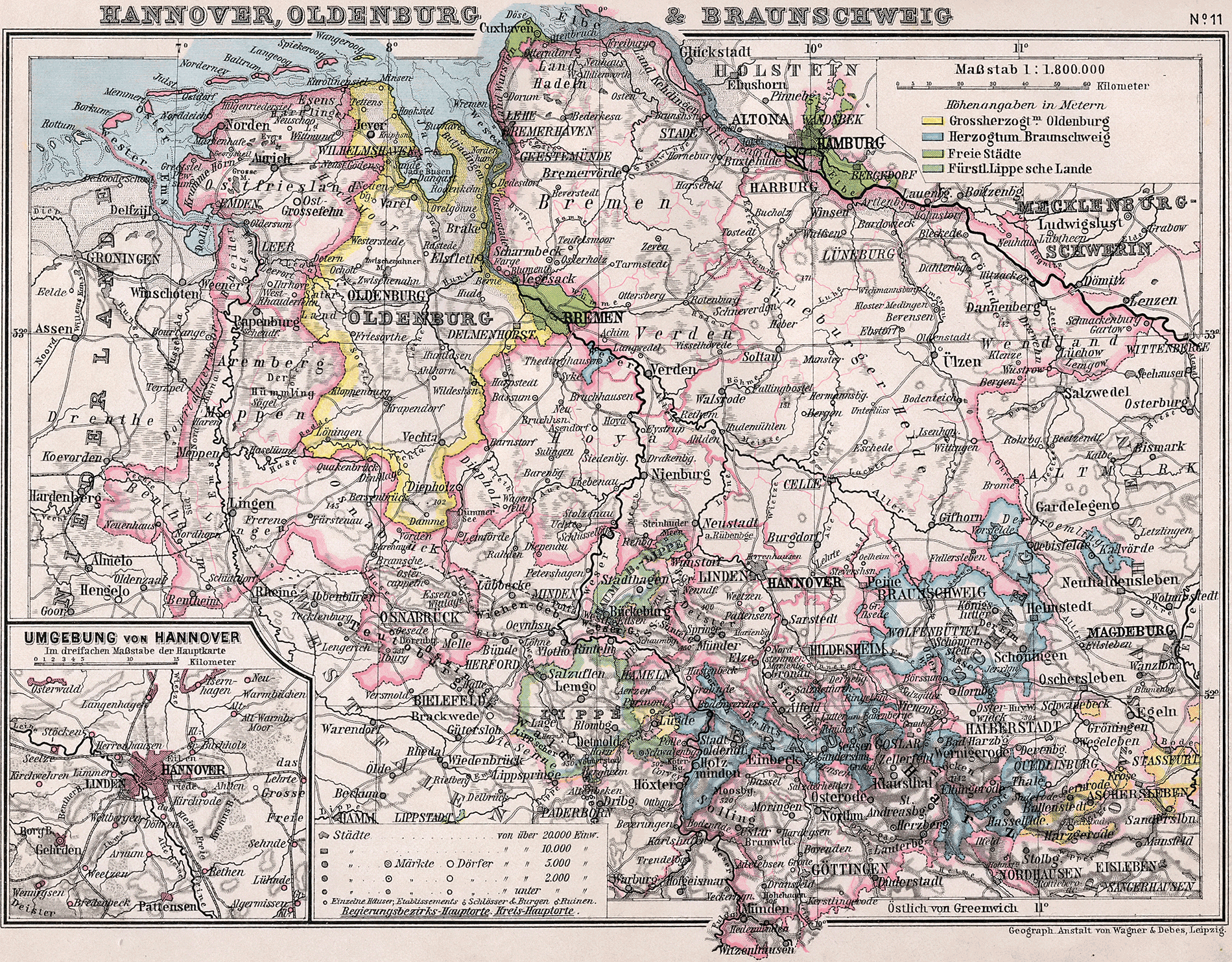
Übersichtskarte der Provinz Hannover

Ein Steuerkreis war in der preußischen Provinz Hannover von 1867 bis 1885 ein Bezirk der Finanzverwaltung und der Militärverwaltung. Die Einteilung in Steuerkreise wurden daneben auch zu statistischen Zwecken verwendet.

## Geschichte
Für die allgemeine Verwaltung bestanden im Königreich Hannover sechs Landdrosteien, die in Ämter und selbstständige Städte gegliedert waren. Nach der Annexion des Königreichs Hannover durch Preußen als Folge des Deutschen Krieges von 1866 blieben in der neugebildeten Provinz Hannover diese Verwaltungseinheiten zunächst bestehen; es wurden jedoch mit Verordnung vom 12. September 1867 zusätzlich die Ämter und Städte der Provinz zu Kreisen zusammengefasst, die zunächst der Finanz- und Militärverwaltung dienen sollten und zugleich die Bezirke der kreisständischen Vertretungen umschrieben. In Anzahl und Größe ähnelten die neuen Kreise den seit 1817 bestehenden Steuerkreisen im Königreich, die zuletzt als Steuerinspektionen bestanden. Die Bezeichnung Steuerkreis für die neue Einrichtung war nicht amtlich. Zur Erfüllung der Aufgaben des Kreises wurde vom Innenministerium jeweils einer der Amtshauptleute der zum Kreise gehörenden Amtsbezirke zusätzlich zum Kreishauptmann ernannt. Die allgemeinen Verwaltungsfunktionen verblieben bei den Ämtern. Da die Kreise der Größe nach eher mit den Landkreisen im übrigen Preußen vergleichbar waren, wurden sie insbesondere aus statistischer Sicht so wie Landkreise betrachtet.
Zum 1. April 1885 fand in der Provinz Hannover eine umfassende Verwaltungsreform statt, bei der die gleiche Verwaltungsgliederung wie im übrigen Preußen eingeführt wurde. Aus den Landdrosteien wurden Regierungsbezirke gebildet, die in acht Stadtkreise und 69 Landkreise unterteilt wurden. Die neuen Landkreise erhielten auch bei Namensgleichheit in fast allen Fällen eine andere Abgrenzung als die vorhergehenden „Steuerkreise“.

## Liste der Kreise nach der VO von 1867 in der Provinz Hannover
Die 37 „Steuerkreise“ der Provinz Hannover mit ihren zugehörigen Städten und Ämtern sowie ihrer Fläche und Einwohnerzahl mit Stand vom 1. Dezember 1880:
| Kreis                  | Amtsfreie Städte und Ämter                                                              | Fläche in km²        | Einwohner            |                      |
| Landdrostei Hannover   | Landdrostei Hannover                                                                    | Landdrostei Hannover | Landdrostei Hannover | Landdrostei Hannover |
| ---------------------- | --------------------------------------------------------------------------------------- | -------------------- | -------------------- | -------------------- |
| Diepholz               | Ämter Diepholz, Sulingen und Freudenberg                                                | 1.506                | 52.288               |                      |
| Hameln                 | Städte Hameln und Bodenwerder, Ämter Hameln, Lauenstein und Polle                       | 640                  | 52.260               |                      |
| Hannover (Stadt)       | Stadt Hannover                                                                          | 25                   | 122.843              |                      |
| Hannover (Land)        | Städte Linden und Wunstorf, Ämter Hannover, Linden und Neustadt am Rübenberge           | 974                  | 87.921               |                      |
| Hoya                   | Ämter Hoya, Bruchhausen und Syke                                                        | 822                  | 45.206               |                      |
| Nienburg               | Stadt Nienburg, Ämter Nienburg, Stolzenau und Uchte                                     | 1.211                | 52.658               |                      |
| Wennigsen              | Städte Eldagsen, Münder und Pattensen, Ämter Calenberg, Springe und Wennigsen           | 606                  | 48.923               |                      |
| Landdrostei Hildesheim |                                                                                         |                      |                      |                      |
| Einbeck                | Städte Einbeck, Moringen und Northeim, Ämter Einbeck, Northeim und Uslar                | 1.007                | 68.013               |                      |
| Göttingen              | Städte Göttingen und Münden, Ämter Göttingen, Münden und Reinhausen                     | 835                  | 74.168               |                      |
| Hildesheim             | Städte Hildesheim und Peine, Ämter Hildesheim und Peine                                 | 498                  | 70.867               |                      |
| Liebenburg             | Stadt Goslar, Ämter Bockenem, Liebenburg und Wöltingerode                               | 627                  | 54.718               |                      |
| Marienburg             | Ämter Alfeld, Gronau und Marienburg                                                     | 677                  | 55.548               |                      |
| Osterode am Harz       | Städte Duderstadt und Osterode, Ämter Gieboldehausen, Herzberg und Osterode             | 665                  | 65.761               |                      |
| Zellerfeld             | Ämter Elbingerode, Hohnstein und Zellerfeld                                             | 810                  | 43.619               |                      |
| Landdrostei Lüneburg   |                                                                                         |                      |                      |                      |
| Celle                  | Städte Burgdorf und Celle, Ämter Burgdorf, Burgwedel und Celle                          | 1.876                | 69.908               |                      |
| Dannenberg             | Städte Dannenberg und Lüchow, Ämter Dannenberg, Gartow, Neuhaus und Lüchow              | 1.415                | 53.812               |                      |
| Fallingbostel          | Ämter Ahlden, Bergen, Fallingbostel und Soltau                                          | 2.409                | 51.927               |                      |
| Gifhorn                | Stadt Gifhorn, Ämter Gifhorn, Fallersleben, Isenhagen und Meinersen                     | 1.808                | 52.755               |                      |
| Harburg                | Städte Harburg und Winsen (Luhe), Ämter Harburg, Tostedt und Winsen                     | 1.487                | 76.869               |                      |
| Lüneburg               | Stadt Lüneburg, Ämter Bleckede und Lüneburg                                             | 1.074                | 51.452               |                      |
| Uelzen                 | Stadt Uelzen, Ämter Medingen und Oldenstadt                                             | 1.446                | 44.616               |                      |
| Landdrostei Stade      |                                                                                         |                      |                      |                      |
| Lehe                   | Ämter Dorum, Hagen und Lehe                                                             | 1.242                | 59.765               |                      |
| Neuhaus                | Ämter Neuhaus (Oste) und Osten                                                          | 522                  | 28.469               |                      |
| Osterholz              | Ämter Blumenthal, Lilienthal und Osterholz                                              | 688                  | 44.877               |                      |
| Otterndorf             | Stadt Otterndorf und Amt Otterndorf                                                     | 326                  | 17.673               |                      |
| Rotenburg              | Ämter Rotenburg und Zeven                                                               | 1.445                | 32.180               |                      |
| Stader Geestkreis      | Städte Bremervörde, Buxtehude und Stade, Ämter Bremervörde, Harsefeld und Himmelpforten | 1.314                | 55.658               |                      |
| Stader Marschkreis     | Ämter Freiburg und Jork                                                                 | 512                  | 38.701               |                      |
| Verden                 | Stadt Verden, Ämter Achim und Verden                                                    | 695                  | 44.926               |                      |
| Landdrostei Osnabrück  |                                                                                         |                      |                      |                      |
| Bersenbrück            | Stadt Quakenbrück, Ämter Bersenbrück, Fürstenau und Vörden                              | 1.060                | 44.852               |                      |
| Lingen                 | Stadt Lingen, Ämter Bentheim, Freren, Lingen und Neuenhaus                              | 1.714                | 60.690               |                      |
| Melle                  | Stadt Melle, Ämter Grönenberg zu Melle und Iburg                                        | 563                  | 49.581               |                      |
| Meppen                 | Stadt Papenburg, Ämter Aschendorf, Haselünne, Hümmling zu Sögel und Meppen              | 2.195                | 56.658               |                      |
| Osnabrück              | Stadt Osnabrück, Ämter Osnabrück und Wittlage                                           | 674                  | 78.354               |                      |
| Landdrostei Aurich     |                                                                                         |                      |                      |                      |
| Aurich                 | Städte Aurich und Esens, Ämter Aurich, Esens und Wittmund                               | 1.370                | 81.802               |                      |
| Emden                  | Städte Emden und Norden, Ämter Berum und Emden                                          | 759                  | 62.531               |                      |
| Leer                   | Stadt Leer, Ämter Leer, Stickhausen und Weener                                          | 980                  | 67.319               |                      |